# IC 4680
IC 4680 ist eine Balken-Spiralgalaxie vom Hubble-Typ SBbc im Sternbild Pfau am Südsternhimmel. Sie ist schätzungsweise 196 Millionen Lichtjahre von der Milchstraße entfernt und hat einen Durchmesser von etwa 105.000 Lichtjahren.

Im selben Himmelsareal befindet sich die Galaxie NGC 6545.
Das Objekt wurde am 19. Juli 1901 vom US-amerikanischen Astronomen DeLisle Stewart entdeckt.